# HD184905
HD184905 — хімічно пекулярна зоря спектрального класу A0, що має видиму зоряну величину в смузі V приблизно  6,6.
Вона  розташована на відстані близько 538,2 світлових років від Сонця.

## Фізичні характеристики
Телескоп Гіппаркос зареєстрував фотометричну змінність  даної зорі з періодом    1,85 доби в межах від  Hmin= 6,65 до  Hmax= 6,60.

## Пекулярний хімічний склад
Зоряна атмосфера HD184905 має підвищений вміст 
Si
.

## Магнітне поле
Спектр даної зорі вказує на наявність магнітного поля у її зоряній атмосфері.
Напруженість повздовжної компоненти поля оціненої з аналізу
становить 5051,6±3039,4 Гаус.